# NGC 1435
NGC 1435 je refleksijska maglica u zviježđu Biku. 
Blizu je zvijezde Merope u otvorenom skupu Vlašićima.

## Vanjske poveznice
- SEDS: NGC 1435